# Раєн Гіґа
Раєн Гіґа (нар. 6 червня 1990, відомий на YouTube як nigahiga ([ˈniːɡɑːhiːɡɑː])) — американський ютубер і актор. Станом на жовтень 2016 року його канал має більше ніж 3 мільярди переглядів і 18 мільйонів підписників.

## Біографія
Гіґа має японське походження і належить до префектури Окінава. Він народився в Хіло, Гаваї. Він займався Дзюдо та має чорний пояс. У 2008 Гіґа закінчив Waiakea High School, де він займався реслінгом.

## Діяльність на YouTube
У середині 2006 року Гіґа і Шон Фудзійосі почали знімати їхнє виконання під фонограму на YouTube. Пізніше вони почали писати інші комедійні акти.     
Напередодні різдва, у 2008 два найпопулярніші відео Гіґи і Фудзійосі «How To Be Gangster» і «How To Be Emo» забрали за порушення авторських прав. 21 січня 2009 канал nigahiga був тимчасово призупинений і був змушений видалити більшість відео що порушували авторські права. Через це всі відео під фонограму окрім «You're Beautiful» було знищено. «How to be Gangster» і «How to be Emo» були назад додані до каналу весною 2010 року.
Після того як Гіґа переїхав до Лас-Вегасу щоб вчити Ядерну медицину в Університеті Невади (Лас-Вегас), більшість його відео було зроблено самостійно. З 2012 Раєн має компанію Ryan Higa Production Company (RHPC), що включає в себе Шона Фудзійосі і працює над створенням кліпів для каналу nigahiga. У 2016 Гіґа створив пародійну групу K-pop під назвою «Boys Generally Asian».
Nigahiga був створений 20 липня 2006 Гіґою, Фудзійосі, Еносом і Наґом. У грудні канал досягнув 3 мільйонів підписників на YouTube (перший канал який отримав таку кількість).
У 2011 він створив другий канал під назвою HigaTV, де він показував відео за лаштунками. У жовтні 2016 HigaTV дійшов до 4.5 млн підписників.